# Nès (Gave de Pau)
Der Nès (manchmal auch Neez geschrieben) ist ein kleiner Fluss im Südwesten von Frankreich, der im Département Hautes-Pyrénées der Region Okzitanien südlich der Stadt Lourdes verläuft.
Achtung: Nicht zu verwechseln mit dem Fluss Nez, der ebenfalls in den Gave de Pau einmündet!

## Geografie

### Verlauf
Der Nès entspringt unter dem Namen Ruisseau du Pla de la Pène beim Col de Tramassel (1599 m), an der Gemeindegrenze von Beaucens und Gazost, nahe der Skistation Hautacam. Er verläuft in einem Bogen über Ost generell Richtung Nordnordwest durch die Talschaft Vallée du Castelloubon in der historischen Provinz Bigorre und mündet nach insgesamt rund 16 Kilometern im Gemeindegebiet von Lugagnan als rechter Nebenfluss in den Gave de Pau. Ein weiterer Mündungsarm erreicht bereits etwa 150 m stromaufwärts ebenfalls den Gave de Pau.

### Orte am Fluss
(Reihenfolge in Fließrichtung)
- La Scierie, Gemeinde Gazost
- Gazost
- Ourdon
- Les Moulins de Juncalas, Gemeinde Juncalas
- Saint-Créac
- Lugagnan